# Alucita sakhalinica
Alucita sakhalinica är en fjärilsart som beskrevs av Aleksei Konstantinovich Zagulajev 1995. Alucita sakhalinica ingår i släktet Alucita och familjen mångfliksmott, (Alucitidae). Inga underarter finns listade i Catalogue of Life.